# الکساندر بلاوین
 الکساندر بلاوین (روسی: Алекса́ндр Абрамо́вич Бела́вин؛ زاده ۱۹۴۳) یک فیزیک‌دان اهل روسیه است.